# Пино, Ереми
Ереми Хесус Пино Сантос (исп. Yeremi Jesús Pino Santos; род. 20 октября 2002, Лас-Пальмас) — испанский футбольный вингер клуба «Вильярреал» и сборной Испании.

## Футбольная карьера
Ереми — уроженец испанского города Лас-Пальмас. Начинал заниматься футболом в местной команде, в 14 лет перешёл в команду «Рода», из которой попал в юношескую команду «Вильярреала», хотя также имел предложение от «Барселоны».
20 июня 2020 года подписал контракт с основной командой. 22 октября 2020 года дебютировал в профессиональном футболе в поединке группового этапа Лиги Европы 2020/2021 против «Сивасспора», где вышел на замену на 79-й минуте вместо Франсиса Коклена.
27 февраля 2022 года сделал покер в ворота «Эспаньола» в матче чемпионата Испании (5:1). Это был первый покер испанского футболиста в чемпионате Испании с 2015 года.
Ереми Пино — игрок юношеских сборных Испании. Является капитаном сборной среди юношей не старше 18 лет. Участник чемпионата Европы 2019 года среди юношей до 17 лет. На турнире провёл 5 встреч, забил 1 гол. Во всех выходил в стартовом составе. Вместе со сборной дошёл до полуфинала, где они проиграли юниорам из Нидерландов.

## Достижения
«Вильярреал»
- Победитель Лиги Европы УЕФА: 2020/21

Сборная Испании
- Победитель Лиги наций: 2022/23